# الاتصالات الثنائية التزامنية
الاتصالات الثنائية التزامنية (BSC أو Bisync) هو من إنتاج شركة IBM لأجهزة التجارة الدولية، والذي تم الإعلان عنه في عام 1967 بعد تقديم نظام/360. وقد حل محل بروتوكول تزامن الإرسال والاستقبال بروتوكول (STR) المستخدم في حاسبات الجيل الثاني. وكان الهدف منه هو إتاحة استخدام قواعد إدارة الروابط المشتركة مع ثلاثة أحرف هجائية مختلفة لتشفير الرسائل. وإن تحويل التشفير ذو 6-بت تحويل التشفير يتعامل مع النظم الأقدم؛ USASCII التي تستخدم 128 رمز و EBCDIC التي تستخدم 256 رمز. ولقد اختفي تحويل التشفير سريعًا ولكن ما زال للغة الـ EBCDIC للاتصال الثنائي التزامني استخدام محدود في أوائل القرن الحادي والعشرين.

## التأطير
يختلف التزامن الثنائي عن جميع البروتوكولات الشائعة التي تبعته من حيث مدى تعقيد تأطير الرسالة. وتستخدم البروتوكولات الحديثة نظام تأطير واحد لجميع الرسائل المرسلة بواسطة بروتوكول HDLC (تحكم في رابط بيانات عالي المستوى)، وبروتوكول رسائل اتصالات البيانات الرقمية (DDCMP)، وبروتوكول من نقطة إلى نقطة (PPP)، بها جميعًا نظم تأطير مختلفة ولكن يوجد تنسيق إطار واحد في أي بروتوكول محدد. يحتوي التزامن الثنائي على خمسة تنسيقات تأطير مختلفة. ويحدد تأطير البيانات العادي عدد الرموز المختلفة التي يمكن إدراجها في نص مجمع كالتالي: 59 بالنسبة إلى Transcode و123 بالنسبة إلى USASCII و251 بالنسبة إلى EBCDIC. ويقدم تأطير البيانات الشفاف أحرف أبجدية غير محددة تبلغ 64 أو 128 أو 256 رمز. وكان بروتوكول التأصير يختلف وفقًا لمحتوى الرسالة:
1.	بيانات عادية: مجموعة رموز محددة
2.	بيانات ذات تشفير شفاف: مجموعة غير محددة من الرموز
3.	مرحلة التحكم في رابط ذي رمز واحد: EOT و NACK، إلى آخره.
4.	عمود DLE: ACK0 و ACK1 و WACK و RVI و DLE-EOT
5.	إلغاء التمرير: STX... ENQ
أ. تأخير إرسال مؤقت: تأخير إرسال مؤقت (TTD) لـ STX ENQ مشفر
جميع تنسيقات الإطارات هذه تبدأ بإثنين بايت تزامني. الشكل الثنائي لـ بايت تزامني له خاصية عدم وجود تعاقب للبايت مكافئ للأصل. ويسمح هذا للمتلقي بالعثور على بداية الإطار من خلال البحث عن نمط التزامن في تدفق البت المستلم. وعندما يتم العثور على هذا، يحدث تزامن مؤقت للبايت. وإذا كان الرمز التالي تزامني أيضًا، فيحدث تزامن للرموز. ثم يبحث المتلقي بعد ذلك عن الرمز الذي يمكن أن يبدأ به الإطار. توصف الرموز خارج هذه المجموعة بـ «الرسومات الإرشادية». وهي تستخدم أحيانًا في تحديد مرسل الإطار.
تتم الإشارة إلى بداية إطار البيانات عن طريق رمز تزامن خاص (SYN). ويقع نص الإطار بين رمزين حارسين خاصين: STX (بداية النص) و ETX (نهاية النص).
لا تسمح إطارات البيانات العادية لرموز معينة بالظهور في البيانات. هذه هي رموز نهاية النص: ETB و ETX ورموز ENQ و ITB ورموز التزامن (SYNC). يجب أن تحتوى إطارات البيانات الطويلة على بايت تزامني مدخل كل ثانيتين ليشير إلى أن تزامن الرموز ما زال قائمًا. ويقوم المتلقي بحذف هذا الرمز.
يأتي بعد رموز نهاية النص العادي (ETB أو ETX) نوع من مجموع الفحص. ويكون ذلك رمزًا واحدَا بالنسبة لـ USASCII تدقيق طولي للتكرار؛ ويتكون مجموع الفحص رمزين بالنسبة لشفرة التحويل (Transcode) وEBCDIC، تدقيق حلقي للتكرار. قد يحتوي إطار البيانات على مجموع فحص متوسط مسبوق برمز ITB. تسمح إمكانية الاحتواء على مجاميع فحص متوسطة في إطارات البيانات الطويلة بتحسين ملحوظ في احتمالية الكشف عن الخطأ.
تسمح إطارات البيانات ذات التشفير الشفاف بنقل كل رموز EBCDIC والبالغ عددها 256 رمزًا. ويسبق رموز إطارات النص مثل ETB و ETX و SYNC رمز DLE للإشارة إلى دلالتها في التحكم. وأصبح هذا الأسلوب معروفًا بـ حشو الرموز، قياسًا على حشو البت.
والحماية من الخطأ تكون ضعيفة بالنسبة لـ ACK0 وACK1. وتكون مسافة هامينج بين الرسالتين فقط اثنين بت.

## التحكم في رابط
يتشابه بروتوكول التحكم في الرابط مع بروتوكول تزامن الإرسال والاستقبال (STR). وقد حاول المصممون توفير الحماية ضد أخطاء الإرسال البسيطة. ويعد EBCDIC CRC-16 المستخدم في حماية إطارات البيانات قويًا بدرجة معقولة؛ في حين أن Transcode CRC-12 يعتبر أضعف إلى حد ما. ويتطلب البروتوكول وجود إشعار لكل رسالة (ACK) أو مشعر بالنفي (NAK)، ولذلك فإن إرسال حزم صغيرة له قوة إرسال عالية. يمكن استرداد البروتوكول من إطار بيانات تالف، أو إطار بيانات مفقودة، أو إشعار مفقود.
يتم استدراك الخطأ عن طريق إعادة إرسال الإطار التالف. ونظرًا لأن حزم البيانات ثنائية التزامن ليس لها أرقام تسلسلية، فمن الممكن أن يتم فقد إطار البيانات دون أن يدرك المتلقي ذلك. ومن ثم، يتم استخدام ACK0s و ACK1s بالتناوب؛ وإذا تلقى جهاز الإرسال رسالة ACK خاطئة، يمكن أن يفترض أن حزمة بيانات أو رسالة إشعار (ACK) قد فقدت. هناك خطأ محتمل قد يحدث وهو أن تتلف ACK0 في داخل ACK1 وهذا قد يؤدي إلى ازدواجية إطار البيانات.
فالبروتوكول هو أحادي الاتجاه (سلكان). في هذه البيئة، تكون الحزم أو إطارات الإرسال أحادية الاتجاه بشكل دقيق، مما يستلزم «الدوران» حتى لأبسط الأغراض، مثل الإشعارات. ويشمل الدوران
•	عكس اتجاه الإرسال،
•	إلغاء تنشيط تكرار الخط،
•	وإعادة المزامنة.
في البيئة المكونة من سلكين، يتسبب ذلك في حدوث تأخير ملحوظ في الذهاب والعودة والتقليل من الأداء.
تقوم بعض قواعد البيانات بدعم العملية مزدوجة الاتجاه، ويمكن استخدام ومزدوجة الاتجاه (4 أسلاك) في الكثير من الحالات لتحسين الأداء عن طريق إزالة وقت الدوران، وذلك في مقابل تركيبات رباعية الأسلاك ودعمها. أثناء العملية مزدوجة الاتجاه النموذجية، يتم إرسال حزم البيانات بطول زوج من الأسلاك بينما يتم إرجاع الإشعار بطول الزوج الآخر.

## التوجيه
كان الكثير من حركة الاتصالات ثنائية التزامن تتم بشكل صارم من خلال من نقطة إلى نقطة. في بعض الحالات كان من الممكن حدوث اتصال بين نهاية طرفية والعديد من المضيفين عبر الاتصال بشبكة الهاتف.
كان تعدد الإسقاطات جزءً من بروتوكول التزامن الثنائي الأولي. حيث تقوم المحطة الرئيسية (وحدة التحكم) باختيار أطراف متعددة تتصل عبر جسور تناظرية بخط الاتصال ذاته. بعد ذلك يمكن للمحطة المختارة إرسال رسالة إلى المحطة الرئيسية. ويكون بوسع المحطة الرئيسية توجيه رسالة إلى محطة محددة. يتم استخدام الرسومات الإرشادية المذكورة أعلاه في اختيار المحطة.

## تطبيقات التزامن الثنائي
إن الغرض الرئيسي من التزامن الثنائي هو الاتصالات الدفعية بين نظام/360 الحاسب المركزي وحاسب رئيسي آخر أو إدخال المهام البعيدة والمعروف اختصارًا بمحطة (RJE)، على سبيل المثالIBM 2780 و IBM 3780. تدعم محطة RTJ عدد محدود من إطارات البيانات: صور البطاقات المثقبة للداخل والخارج وصور خطوط الطباعة في المحطة. بعض موردي أجهزة غير تابعة لـ IBM مثل Mohawk Data Sciences يستخدمون التضامن الثنائي لأغراض أخرى مثل الإرسال من شريط إلى شريط. RPG من أجل نظام/36 ونظام/38تشمل دعم التزامن الثنائي. يمكن للمبرمج محاكاة محطة RJE أو أي جهاز آخر بسهولة.
تقدم IBM ماكرو للغة المجمع لتوفير دعم البرمجة. أثناء حقبة S/360، كانت طرق الإدخال البدائية BTAM هي(طرق الإدخال الرئيسية للمعالجة عن بعد) وQTAM (طرق الإدخال في قائمة الانتظار للمعالجة عن بعد). وقامت IBM بتقديم VTAM (طريقة إدخال افتراضية للمعالجة عن بعد) مع S/370 ثم لاحقًا، بيئة CICS لدعم التحكم عن بعد في 3270. تم تقديم المزيد من الدعم إلى 3270s أيضًا عن طريق التحكم عن بعد في نظام تحكم وحدة العرض DUCS (نظام تحكم وحدة العرض) والنظام الأساسي للتطبيقات المعروف باسم WestiTAM (أسلوب وصول ويستينج هاوس في الاتصالات عن بعد) (وقام نفس المهندس بكتابة كليهما). استمرCICS ليضم SDLC تحت مظلة هندسة شبكة الأنظمة (SNA).

### تطبيقات بتزامن شبه ثنائي
استخدمت بعض الأنظمة المهمة تأطير البيانات التزامني الثنائي مع بروتوكولات مختلف للتحكم في الرابط. وقد استخدم HASP يستخدم أجهزة تزامن ثنائي أحادية الاتجاه مع بروتوكول التحكم في الرابط الخاص بهم لتوفير اتصال كامل الازدواج وذو تدفقات متعددة للبيانات بين الحاسب الصغير والحاسب المركزي الذي يقوم بتشغيل برنامج هيوستن للتخزين المؤقت الآلي HASP. كانت بعض الشبكات المبكرة X.25 تسمح بنظام اتصال حيث كانت إطارات البيانات ثنائية التزامن ذات التشفير الشفاف تقوم بتغليف حزم تحكم وبيانات HDLC (تحكم في رابط بيانات عالي المستوى) من نوع LAPB.

## التحول
تم استبدال التزامن الثنائي لأول مرة عن طريق هندسة شبكة الأنظمة (SNA) والتي تسمح ببناء شبكة متعددة المضيفين ومتعددة البرامج باستخدام الاتصالات عن بعد. X.25 وبروتوكول الإنترنت هي بروتوكولات أحدث تشبه SNA، والتي توفر أكثر من مجرد تحكم في رابط.